# Tasmaniens nationalparker
Tasmaniens nationalparker är nitton till antalet. Den största, Southwest, omfattar över 6 000 km². 